# Subdivisões de Antígua e Barbuda
Antígua e Barbuda está dividida em 6 paróquias (parishes) e  2 dependências. As paróquias estão localizadas na ilha de Antígua e as dependências correspondem as ilhas de Barbuda e Redonda.

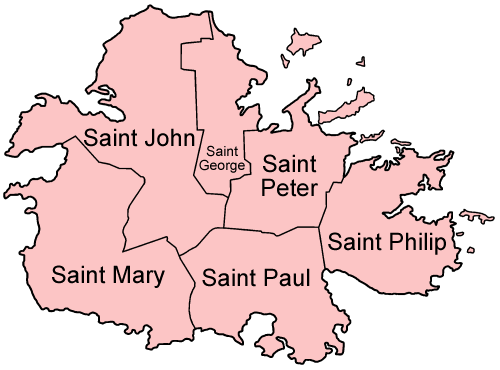
Paróquias de Antígua

| No. | Paróquias e Dependências | Capital      | Área (km²) | População (Censo 2001) |
| 1   | Saint George             | Piggots      | 24,41      | 6.673                  |
| 2   | Saint John               | Saint John's | 66,96      | 45.346                 |
| 3   | Saint Mary               | Old Road     | 63,55      | 6.793                  |
| 4   | Saint Paul               | Falmouth     | 45,27      | 7.848                  |
| 5   | Saint Peter              | Parham       | 32,37      | 5.439                  |
| 6   | Saint Philip             | Freetown     | 40,67      | 3.462                  |
|     | Barbuda                  | Codrington   | 160,58     | 1.325                  |
|     | Redonda                  | -            | 1,50       | -                      |
|     | Total                    |              | 435,31     | 76.886                 |